# Sapoyers
De Sapoyers (ook geschreven als Sapayos of Sapoyo’s en Shebayo) zijn een inheems volk dat rond de 17e eeuw woonachtig was in Suriname. De Sapoyers worden vanaf 1598 als handelspartners van de Nederlanders genoemd, maar zij verdwenen in de 18e eeuw als inheemse identiteit.

## Woongebieden
Tijdens de prekoloniale periode woonden er vijf belangrijke Inheemse
groepen in de kustvlakte: de Karaïben (Kari’na), de Arowakken (Lokono), de  Warau, de Sapoyers en de Paracotten.. Aan de Boven-Corantijn woonden rond het midden van de 17e eeuw 1200 Sapoyers. Het was een relatief klein volk, ter vergelijking: het aantal Karaïben in Suriname wordt in dezelfde periode geschat op ruim 5000.

Woongebieden van de inheemse volken in Suriname aan het einde van de 17e eeuw

De aantallen zijn gebaseerd op de waarnemingen van de Engelse militair en cartograaf John Scott die in 1668 een reisverslag publiceerde. In zijn journaal schreef hij: In Suranam, Commowina, Suramaco, Coponha & Curriantoon are about 5000 Carreib Families and there lives in Suramaco and the upper parts of Suranam, about 1400 Turroomaes and up Curianteen about 1200 Sapoyos. Andere bronnen situeren de woongebieden van de Sapoyers in Suriname niet alleen aan de zijrivieren van de Corantijn, maar ook aan de Saramacca en de Marowijne. De Sapoyers leefden ook aan de monding van de Approuague in Frans-Guyana en in de kolonie Berbice.

## Inheemse oorlog
De Sapoyers worden verschillende keren genoemd in beschrijvingen van de Inheemse oorlog in Suriname (1678-1686). In 1678 kwamen de leiders van de verschillende inheemse volken bijeen voor een vergadering in een dorp aan de Coppename. Tijdens de bijeenkomst werd afgesproken samen op te trekken. De inheemsen wilden de Europese kolonisten verdrijven en een einde maken aan de inheemse slavernij. Om dat doel te bereiken spraken ze af om plantages te overvallen en een aanval uit te voeren op Paramaribo, het bestuurscentrum van de kolonie. Het is niet duidelijk of alle woongebieden van de Sapoyers hebben ingestemd met het bondgenootschap en daadwerkelijk hebben deelgenomen aan de strijd tegen de kolonisten. De Sapoyers in het Saramaccagebied hadden ervoor gekozen om aan de zijde van de Karaïben mee te strijden. De Nederlanders hebben geprobeerd om de Sapoyers in het Saramaccagebied los te weken uit het bondgenootschap. In 1681 organiseerde het gouvernement een expeditie met de opdracht om de Sapoyers naar de kant van de Nederlanders te trekken of dood te slaan. De Sapoyers werden tot vrientschap gedisponeert en hebben geholpen bij het vernietigen van enkele dorpen van de Karaïben, waarbij ook een belangrijke Karaïbische kapitein werd gedood.
In 1686 werd de oorlog beëindigd. In het verdrag werd bepaald dat de Karaïben, de Arowakken en de Warau niet meer in slavernij zouden worden gebracht en zij kregen het recht om zich overal in de kolonie te vestigen. De Sapoyers werden in het verdrag niet genoemd. Ook over de periode na de inheemse oorlog is er geen informatie met betrekking tot de Sapoyers meer te vinden. Zij zijn hoogstwaarschijnlijk omgekomen door ziekte of opgenomen in andere groepen.